# Johanniterkirche (Sülstorf)

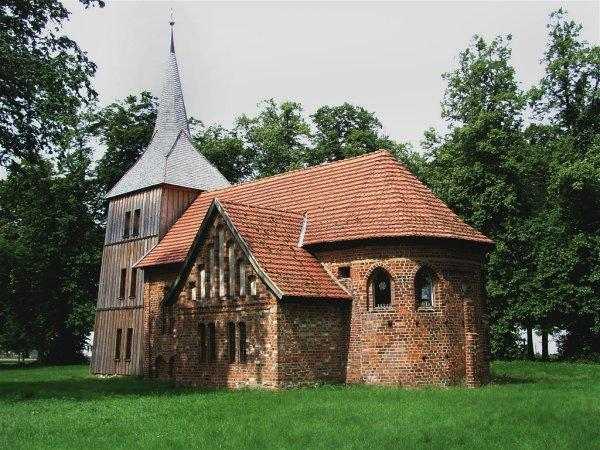
Johanniterkirche (Ansicht von Süden, Juli 2004)

Die Sülstorfer Johanniterkirche ist eine Kirche der Evangelisch-Lutherischen Kirchengemeinde Sülstorf im Landkreis Ludwigslust-Parchim (Mecklenburg-Vorpommern). Sie gehört zur Propstei Wismar im Kirchenkreis Mecklenburg der Evangelisch-Lutherischen Kirche in Norddeutschland.

## Geschichte
Die Geschichte des Kirchdorfes Sülstorf ist eng mit der Geschichte des Johanniter-Ordens in Mecklenburg verbunden. Als Sitz dieses Ordens hatte der Ort im Mittelalter eine überregionale Bedeutung.
1217 schenkten die Grafen Gunzelin II. (Günzel), Heinrich I. von Schwerin sowie Graf Nikolaus von Halland (unehelicher Sohn König Waldemar II. von Dänemark, Schwiegersohn Gunzelins und Inhaber der halben Grafschaft Schwerin) gemeinsam mit ihren Gemahlinnen dem Johanniterorden das Dorf Sülstorf (Szulowe). Dabei wurden die Besitzungen, wie später auch jene in Goddin und Eichsen, unter Verwaltung der altmärkischen Johanniterkommende Werben gestellt. An der Vigil des Festes von Johannes dem Täufer, am 23. Juni 1227, überließ Graf Heinrich I. von Schwerin dem Johanniterorden das Dorf Moraas teilweise als Schenkung. Er befreite die Johanniter von Heerfolge, Bede, Burgwerk, Brückenwerk, Landwehr und allen landesüblichen Diensten.
Die Kirche in Sülsdorf wurde die Mutterkirche der Kirche am späteren Sitz des Komturs in Kraak. Am 16. Februar 1228 wurde erstmals ein Vorsteher, der Magister Heinricus de Zulistorp bzw. Frater Henricus de Zulestorp der im Aufbau befindlichen Sülstorfer Kommende genannt. Am 6. Dezember 1269 bestätigte Gunzelin III. und dessen Sohn Helmhold III. von Schwerin dem Johanniterorden den Besitz der in ihrer Grafschaft gelegenen Dörfer.
In der zweiten Hälfte des 13. Jahrhunderts kam es zwischen den Johannitern zu Sülstorf und den Zisterziensermönchen des holsteinischen Klosters Reinfeld zu Streitigkeiten um Bäche und Mühlen, die Graf Helmold III. am 8. Mai 1275 schlichtete. In der Urkunde wurde erstmal auch ein Komtur von Sülstorf, der Frater Conrades als Commendator. Der letzte Beleg für die Existenz der Kommende in Sülstorf stammt vom 30. November 1292, wo es um Gütertausch und Grenzen mit dem Kloster Reinfeld ging.
Zwischen 1275 und 1323 zogen die Johanniter in das benachbarte Kraak um. Die Verlegung nach Kraak dürfte die dortige wirtschaftliche Bedeutung und die hohe Anzahl von Rittern gewesen sein. Der Sülstorfer Sakralbau fungierte als Parochialkirche weiter, deren Patron der Komtur von Kraak war. Mit der Einziehung der Komturei im Zuge der Reformation wurde Sülstorf Domanialdorf. Die nunmehrige Pfarrkirche blieb Mutterkirche der Parochie Sülstorf.
Doch die kleine Sülstorfer Kirche ist eine der wenigen mittelalterlichen Kirchenbauten des Johanniterordens in Mecklenburg.
1729 ging die Pfarre in Flammen auf, dabei verbrannten auch Kirchenbücher und Kirchenrechnungen.

## Baugeschichte
Die Entstehungszeit der heutigen Kirche ist weitgehend unbekannt. In der Literatur wird sie unterschiedlich bewertet, nach Ansiedlung des Ordens in das 13. Jahrhundert datiert, später wurde die Errichtung der Kirche in das 14. bis 15. Jahrhundert präzisiert und in den letzten Bearbeitungen wird das Ende des 14. Jahrhunderts als Bauzeit der Kirche angenommen. Tatsächlich ist die bauhistorische Bestimmung des Kirchenbaues schwierig, da zahlreiche Störungen und Veränderungen im Mauerwerk eine eindeutige Aussage erschweren.
In den Jahren 1775 bis 1776 und 1812 erfolgten umfangreiche Renovierungsarbeiten in der Kirche. An der auffälligsten Stelle der äußeren Südfassade wurde 1931 zur Beheizung der Kirche ein schwerfälliger Heizungsschornstein angebaut, der nach dem Brand von 1979 noch stehen blieb und erst beim Wiederaufbau ab 1981 entfernt wurde. Der Denkmalpfleger für Baudenkmale der geschichtlichen Zeit, Adolf Friedrich Lorenz beschwerte sich 1932 darüber beim Mecklenburg-Schwerinschen Hochbauamt „Die Ausführung ist ein Musterbeispiel für eine Baugesinnung, der jedes Empfinden für ein altes Bauwerk und Rücksicht auf Denkmalpflege zu fehlen scheint und die bei einer staatlichen Bauverwaltung nicht vorkommen sollte.“
Die Kirche aus der Gründungszeit ist nicht mehr erhalten. 
Am 26. November 1979 vernichtete ein Großfeuer den hölzernen Glockenturm, den gesamten Dachstuhl, die Holzempore und die wertvolle barocke Ausstattung. Bis 1984 erfolgte der Wiederaufbau der Kirche, die Versicherung zahlte 235 700 Mark. Der hölzerne Glockenturm wurde 2001 fertiggestellt.

## Baubeschreibung

### Äußeres
In dem heutigen, nach dem Brand 1979 wieder aufgebauten Kirchenschiff befinden sich noch einige Bauteile vom Vorgängerbau. Der Backsteinbau wurde auf einem Feldsteinfundament errichtet. Es handelt sich um einen kleinen länglichen Saalbau mit einem polygonalen Ostschluss, der beinahe rund erscheint. Im Chorpolygon sitzen in vier Seiten einfach gestufte Spitzbogenfenster, wohl aus der Entstehungszeit. Die ursprünglich turmlose Westfassade besaß ein gestuftes Spitzbogenportal mit darüber befindlicher Rundbogenblende.
Ein nördlicher Anbau wurde im 17. Jahrhundert hinzugefügt, auch der südliche Anbau ist nicht ursprünglich. Die gesamte Kirche war unterhalb der Traufe ursprünglich durch ein durchgehendes verputztes Blendenband horizontal gegliedert, das im Laufe der Bauveränderungen und durch Erneuerung der Mauerkrone nicht mehr einheitlich vorhanden ist.
Der hölzerne Turm wurde im 17. Jahrhundert an den Westgiebel des Kirchenschiffs angebaut. Sein für eine Dorfkirche markantes Aussehen erhielt es durch eine senkrechte, sich oben pyramidenartig verjüngende, d. h. geböschte Holzverschalung, die Holzschindeldeckung der achteckigen Turmhaube und die Turmbekrönung mit Kugel, Wetterhahn und Kreuz.
Im Turm befanden sich drei Glocken. Zwei, darunter die 1669 gegossene, wurden zwischen 1914 und 1918 eingeschmolzen. Die kleinste, ohne Inschrift, noch nach 1945 vorhanden, fiel dem Brand von 1979 zum Opfer.
Zwei neue Glocken aus der Glocken- und Kunstgießerei Petit & Gebr. Edelbrock in Gescher (Nordrhein-Westfalen) bilden jetzt das Geläut.

### Inneres
Der Innenraum ist durch eine flache Holzbalkendecke geschlossen. Die Wände werden durch große jeweils zwei Rundbogenöffnungen zu beiden Seiten des Langschiffs gegliedert. Die Funktion dieser Bogenöffnungen sollten wohl der Gliederung des Raumes dienen. Als Vorbereitung zu einer Einwölbung dürften sie nicht geeignet sein, da die Mauerwerkspfeiler viel zu schmal und Spuren einer Gewölbeverbreiterung in den Bögen nicht erkennbar sind.
Im Innern der Kirche wurden nach dem Brand 1979 an der Nordwand des Schiffes bislang unbekannte Fresken aus dem 15. Jahrhundert freigelegt und restauratorisch gesichert. Gut erkennbar sind eine Weltgerichtsdarstellung, eine Kreuztragung und eine nicht vollständig erhaltene Figur des heiligen Antonius, als Mönchsvater mit Hirtenstab, Glöckchen und in Mönchskutte, eines der Patrone des Ordens.
Die historische Innenausstattung in Form einer Empore vor dem Südanbau, einer Westempore, dem barocken Altaraufbau und der barocken Kanzel, einem Beicht- und Pfarrstuhl ging bei dem Brand 1979 verloren. Heute befindet sich in der Kirche ein mittelalterlicher Flügelaltar aus der abgebrochenen Kirche in Zweedorf. Der Schnitzaltar ist aus dem Anfang des 16. Jahrhunderts. Er enthält im Schrein große Figuren der Mondsichelmadonna, Johannes des Evangelisten und des heiligen Georg, in den Flügeln sind sieben von ehemals acht weitere Heilige. Die Predella ist mit Halbfiguren von Christus und den vier lateinischen Kirchenvätern bemalt.
Bis 1928 gehörte zur Ausstattung ein hölzerner Taufständer aus dem ausgehenden 17. Jahrhundert, eine barocke Schnitzarbeit mit ausladenden Akanthusblättern, in prachtvollem Blau-Gold-Weiß gehalten und mit einem abnehmbaren Deckel versehen. Dieser wurde durch den Pastor Paul Lippert verkauft, weil die Gemeinde angeblich den Taufständer in seinem arg vernachlässigten Zustand in der Kirche nicht mehr dulden wollte. 1930 kaufte der Crivitzer Propst Lehnhardt den zu seiner Renaissancekanzel in Crivitz passenden hölzernen Taufständer aus dem Antiquitätengeschäft Michaelsen und Schmidt in der Friedrichstraße 14 zu Schwerin. Der Kunsthändler wusste oder mochte zu der Herkunft dieses aus einer mecklenburgischen Kirche stammenden sakralen Gegenstandes nichts sagen. Nach Begutachtung durch den Schweriner Pastor Dr. Schmaltz als Sachverständiger für kirchliche Kunst und erfolgter Restaurierung wurde er am 15. März 1931 erstmals in Gebrauch genommen. Im Sommer 2012 bat die Sülstorfer Kirchgemeinde um die Überlassung des einst zu ihrer Kirche gehörenden und nicht mit verbrannten Taufständers. Nach fast 85 Jahren kam dieser 2015 wieder in die Sülstorfer Kirche zurück.
Als Ersatz für die verlorengegangene Ausstattung kaufte die Sülstorfer Kirche am 2. Januar 1985 von der aufgegebenen Kapelle in Zweedorf die Kanzel für 15.000 Mark und den Schnitzaltar für 35.600 Mark. Die Taufe war ein Geschenk der Kirchgemeinde Zweedorf.

## Pastoren
Namen und Jahreszahlen bezeichnen die nachweisbare Erwähnung als Pastor.
- erwähnt 1217 Frater Heinricus de Zulistorp (Magister Heinrich von Sülstorf).[3]
- erwähnt 1275 Kumtur Conradus (Commendator Konrad) bei Streitigkeiten zwischen den Johanniter zu Sülstorf und dem Kloster Reinfeld genannt.[5][24]
- erwähnt 1541 Simon Schmidt war als Kirchherr ein frommer gelehrter Mann.
- Es folgten im raschen Wechsel Simon Rösike, Asmus Strübing, Simon Schröder, Johann Gördel, Wolfgang Siegfried.
- 1587–1614 Jacobus Pauli.
- 1614–1658 Joachim Lobeß aus Schwerin.
- 1658–1675 Johann Albert Elvers aus Lauenburg.
- 1675–1689 Jeremias Hesse aus Güstrow.
- 1689–1728 Bernhard Johann Scharfenberg aus Rostock.
- 1728–1750 Christian Sturm aus Pommern.
- 1750–1766 Karl Ludwig Paschen.
- 1767–1772 Ernst Leberecht Hermes aus Wernigerode.
- 1772–1780 Carl Christian Brandenburg aus Parchim.
- 1780–1804 Ernst Daniel Wegener aus Wismar.
- 1804–1830 Joachim Ulrich Paschen aus Sülstorf.
- 1831–1864 Johann Gottlieb Friedrich Constantin Heidensleben aus Schwerin.
- 1864–1891 Heinrich Friedrich Gottlob Eberhard aus Penzlin.
- 1891–1926 Albrecht Bernhard Christian Schmidt aus Parchim.
- 1926–1936 Paul Lippert.
- 1936–1950 Friedrich Hellwig.
- 1950–1956 Heinrich Baltzer.
- 1956–1968 Paul-Friedrich Martins.
- 1968–1973 Udo Kern.`
- 1974–1975 Hartwig Grubel, danach aus dem Dienst der mecklenburgische Landeskirche entlassen.[25]
- 1976–1984 Bruno Butz.
- 1988–1992 Gudrun Doege-Klein.
- 1996–2012 Ulrike von Maltzahn-Schwarz.
- 2013 aktuell Arpard Csaby

## Heutige Kirchengemeinde
In der Evangelisch-Lutherischen Kirchengemeinde Sülstorf liegen die Orte Alt Zachun, Boldela, Hasenhäge, Hoort, Neu Zachun, Süstorf mit Kirche und Sülte mit Kirche. Die KG Sülstorf wurde am 1. Oktober 2001 mit der Kirchengemeinde Pampow verbunden. Pfarrsitz ist in Sülstorf. Am 29. November 2015 vereinigt mit Pampow zur Kirchengemeinde Pampow-Sülstorf.

### Gedruckte Quellen
- Mecklenburgisches Urkundenbuch (MUB)
- Mecklenburgische Jahrbücher (MJB)

### Ungedruckte Quellen
- Landeshauptarchiv Schwerin (LHAS)
  - LHAS 1.10-3 Kirchenurkunden außerhalb Mecklenburgs. Kloster Reinfeld.
  - LHAS 5.12-3/1 Klöster und Ritterorden. Nr. 3.
  - LHAS 5.12-7/1 Mecklenburg-Schwerinsches Ministerium für Unterricht, Kunst, geistliche und Medizinalangelegenheiten. Nr. 7885.
- Brandenburgisches Landeshauptarchiv Potsdam (BLHA)
  - BLHA Rep. 9 B, U 3, U 23, U 65.
- Landeskirchliches Archiv Schwerin (LKAS)
  - LKAS, OKR Schwerin Specialia, Nr. 696.
  - LKAS, OKR Schwerin Specialia alt, Nr. 276, Visitationsprotokolle 1689–1780. Nr. 287 Pfarrbauten 1729–1922. Nr. 288 Kirchbauten, Glocken, Orgel 1659–1879. Nr. 289 Kirchhof 1890–1937.
  - LKAS, Mecklenburg-Schwerinsches Finanzministerium, Abt. Hochbau, Patronatsbauten. Nr. 407 Bauten an geistlichen Gebäuden in Sülstorf 1872–1911. Pfarrhaus 1830, Küsterhaus 1890, Scheune 1910. Nr. 408 Bauzeichnungen und Pläne. 1911 Dreyer, Krüger. 1912 Pries. 1921 Hebert. 1981 Zander.